# Kazimierz Banat
Kazimierz Banat (ur. 19 października 1945 w Pabianicach, zm. 9 marca 2015 w Zduńskiej Woli) – polski plastyk, malarz i poeta marynistyczny.
Banat pierwsze obrazy na płótnie zaczął malować  w 1963 roku, dwa lata po pierwszej wizycie nad morzem. W roku 1966 zamieszkał w Zduńskiej Woli, gdzie w 1968 roku pierwszy raz pokazał swe prace publicznie na wystawie w SDK. Rok później miał tam pierwszą wystawę indywidualną. W roku 1970 wykonał grafiki w linoleum. Od tego też roku rozpoczął wędrówki brzegiem morza, łącząc wypoczynek rodzinny z pracą w plenerze, zaliczając kolejne miejscowości od Gdyni, Łeby i Darłówka, po Kołobrzeg.
W 1975 roku nawiązał kontakt z redakcjami miesięczników "Morze i "Horyzont" – pisma  branżowego Związku Zawodowego Marynarzy i Portowców. Na łamach owego pisma powstał Klub Miłośników Morza do którego należał Banat. Wkrótce – w drodze wyjątku – umożliwiono mu uczestnictwo w konkursach plastycznych Ludzi morza w klubie morskim w Gdyni, na których zdobywał nagrody i wyróżnienia za marynistyczne grafiki i obrazy olejne. Współpraca z tym klubem trwała do roku 1986, kiedy zorganizowano mu tam kolejną wystawę indywidualną, na której pokazał prace z cyklu "Rejsy bez pożegnań".
Najbardziej twórczym okresem w życiu artysty były lata siedemdziesiąte. W roku 1976 brał udział w dziewięciu wystawach plastycznych, a w 1979 aż w dwunastu. Od 1990 roku zaczął rzeźbić w drewnie. Były to rzeźby również o tematyce marynistycznej, które  zaprezentował na swojej XXV indywidualnej wystawie w 1994 roku w Łódzkim Domu Kultury w Łodzi.
Po tym nastąpiła kilkuletnia przerwa w twórczości trwająca do lata 2000 roku. Na Dni Morza w 2002 roku zorganizował kolejne własne ekspozycje w Łasku (malarstwo), a w Zduńskiej Woli przegląd dorobku z grafiki (około 250 prac), pokazując wszystkie wykonane prace w różnych technikach graficznych oraz te poświęcone wydarzeniom na Wybrzeżu w latach: 1970, 1976, 1980 i 1981. Podczas uroczystego otwarcia wystawy został uroczyście przyjęty do Stowarzyszenia Marynistów Polskich. Członek Towarzystwa Przyjaciół Zduńskiej Woli.
Wiosną 2003 roku, doprowadził do otwarcia kolejnej wystawy wykonanych techniką alla prima. Na jubileusz czterdziestolecia działalności artystycznej został odznaczony Złotym Medalem Błękitnej Komandorii od Ligi Morskiej i Rzecznej w Łodzi. 
W wolnym czasie powrócił do poezji, którą uprawiał również 40 lat. Tych prac jednak nigdzie nie wystawiał.
W maju 2004 roku na spotkaniu klubowym Stowarzyszenia Marynistów Polskich w Łodzi wręczono Banatowi Medal Wielkiej Komandorii za zasługi dla polskiej marynistyki. W roku 2005 na Dni Morza zorganizowano mu 32 wystawę indywidualną, na której pokazał swoje grafiki w Klubie Garnizonowym w Łodzi, wręczając mu Honorową Euroligę. 
Brał udział w dwóch wystawach krajowych Stowarzyszenia Marynistów Polskich w Niepołomicach i Ustce. W 2006 roku na 33 wystawie autorskiej w Łodzi Banat pokazał swoje najnowsze obrazy olejne i uhonorowany został medalem Gloria Marinero.  
Ponadto prace olejne i grafiki artysty pokazywano w: Warszawie, Łodzi, Malborku, Kwidzynie, Tarnowie, Gdyni, Sieradzu, Łasku, Zduńskiej Woli w Ustce i Niepołomicach, oraz w Kemi w Finlandii i w Dreźnie w Niemczech. 
Przez całe życie namalował około 850 obrazów olejnych i ponad 250 grafik (z dominującym linorytem), wiele akwarel i rzeźb w drewnie o tematyce marynistycznej.
Wielokrotnie – bo aż 17 razy – organizował swoje wystawy na czas dorocznych Dni Morza.